# Emma Elle Roberts
Emma Elle Roberts (* 16. Juni 1995 in Atlanta, Georgia) ist eine US-amerikanische Schauspielerin und Model.

## Leben und Karriere
Emma Elle Roberts wurde am 16. Juni 1995 im US-Bundesstaat Georgia geboren und wuchs in einer christlichen Familie in Atlanta auf. Ihr Vater ist Polizist in Atlanta. Nach eigener Aussage spielte der sonntägliche Gottesdienstbesuch in ihrer Familie eine große Rolle. Auch wurden an sie bestimmte Ansprüche gestellt, wie etwa Enthaltsamkeit vor der Ehe. Von 2016 bis 2018 war sie mit Isaac McCready verheiratet. Danach begann sie in einer Partnerschaft mit dem Schauspieler Jared Lotz.
Ab 2013 nahm sie Rollen als Statistin an, wie bei zwei Teilen von Die Tribute von Panem. Ihre erste größere Nebenrolle bekam sie 2016 in dem Drama I’m Not Ashamed, der vom Amoklauf an der Columbine High School handelte. Sie nahm dort die Rolle der Céline ein, einer guten Freundin von Rachel Joy Scott, die bei dem Amoklauf starb. 2019 spielte sie im Drama Unplanned die Rolle der Pro-Life-Aktivistin Marilisa.

## Filmografie
- 2014: Die Tribute von Panem – Mockingjay Teil 1 (The Hunger Games: Mockingjay – Part 1)
- 2015: Die Tribute von Panem – Mockingjay Teil 2 (The Hunger Games: Mockingjay – Part 2)
- 2015: Die Bestimmung – Insurgent (Insurgent)
- 2016: I’m Not  Ashamed
- 2017: Alles wegen Grácia (Because of Grácia)
- 2019: Unplanned
- 2019–2021: Vindication (Fernsehserie, 9 Folgen)
- 2020: Order of Rights
- 2021: The Green
- 2022: Sons 2 the Grave